# Liste der Monuments historiques in Grez-Neuville
Die Liste der Monuments historiques in Grez-Neuville führt die Monuments historiques in der französischen Gemeinde Grez-Neuville auf.

## Liste der Bauwerke
| Bezeichnung                                           | Beschreibung                         | Standort | Kennzeichnung | Schutzstatus | Datum | Bild           |
| ----------------------------------------------------- | ------------------------------------ | -------- | ------------- | ------------ | ----- | -------------- |
| Kirche St-Martin-de-Vertou und Pfarrhaus von Neuville | Kirche erbaut ab dem 11. Jahrhundert | (Lage)   | PA00109132    | Inscrit      | 1972  | weitere Bilder |
| Château de la Grandière                               | Schloss, erbaut im 16. Jahrhundert   | (Lage)   | PA00109131    | Inscrit      | 1973  |                |

## Liste der Objekte
- Monuments historiques (Objekte) in Grez-Neuville in der Base Palissy des französischen Kultusministeriums